# Prosthechea vagans
Prosthechea vagans là một loài thực vật có hoa trong họ Lan. Loài này được (Ames) W.E.Higgins miêu tả khoa học đầu tiên năm 1997.